# Cuộc vây hãm thành Kumamoto
Cuộc vây hãm thành Kumamoto (熊本城強襲 Kumamotojō kyōshō,  Hùng Bản thành cường tập) từ ngày 19 tháng 2 năm 1877 đến ngày 12 tháng 4 năm 1877 tại Kumamoto, đế quốc Nhật Bản là một trận đại chiến trong cuộc chiến tranh Tây Nam.

## Tóm lược
Quân tiên phong Satsuma (Tát Ma) tiến vào tỉnh Kumamoto vào ngày 14 tháng 2. Chỉ huy trưởng thành Kumamoto, Thiếu tướng Tani Tateki có 3.800 lính và 600 cảnh sát và có toàn quyền sử dụng. Tuy vậy, phần lớn binh lính là từ Kyūshū, và nhiều sĩ quan là người địa phương Kagoshima, lòng trung thành của họ vẫn còn là một câu hỏi ngỏ. Thay vì liều lĩnh bỏ chạy hay đầu hàng chuyển sang phe Satsuma, Tani quyết định phòng thủ.
Ngày 19 tháng 2, tiếng súng đầu tiên của cuộc chiến nổ vang khi những người phòng thủ thành Kumamoto khai hỏa vào các đơn vị Satsuma cố tiến vào trong thành. Thành Kumamoto, xây dựng năm 1598, là một trong các ngôi thành vững chắc nhất Nhật Bản, Saigō tự tin rằng quân đội của ông vượt trội so với những người nông dân nhập ngũ theo luật định của Tani, người vẫn bị mất tinh thần vì cuộc nổi dậy Shimpuren gần đây.
Ngày 22 tháng 2, trung quân Satsuma đến nơi và tấn công thành Kumamoto theo trận địa gọng kìm. Giao chiến tiếp diễn cho đến đêm. Quân đội Hoàng gia bị đẩy lùi, và Quyền Thiếu tá Nogi Maresuke của Trung đoàn Kokura thứ 14 mất cả phù hiệu trung đoàn của mình trong một cuộc giao tranh ác liệt. Tuy vậy, bất chấp thắng lợi của mình, quân đội Satsuma không thể chiếm lấy ngôi thành, và bắt đầu nhận ra rằng quân đội nghĩa vụ không phải vô dụng như mình nghĩ. Sau hai ngày tấn công vô hiệu, quân đội Satsuma đào xuống chân tường đá cứng đóng băng của ngôi thành và cố làm chết đói quân lính trong thành bằng cách tiến hành một cuộc bao vây. Tình thế đặc biệt khó khăn cho những người phòng thủ vì kho lượng thực và đạn dược của họ đã bị kiệt quệ vì vụ cháy nhà kho ít lâu trước khi cuộc nổi dậy bắt đầu.
Trong cuộc bao vây, nhiều cựu võ sĩ thành Kumamoto kéo đến dưới trướng của Saigō, làm quân đội của ông lên đến khoảng 20.000 người. Cùng lúc đó, vào ngày 9 tháng 3 Saigō, Kirino và Shinohara bị lột bỏ các tước hiệu và danh vị trong triều, bất chấp việc Saigō liên tục quy phủ mà rằng ông không phải kẻ phản bội, mà chỉ muốn giải thoát Thiên hoàng Minh Trị khỏi những ảnh hưởng tai hại của các cố vấn tham nhũng và ngu dốt.
Đêm ngày 8 tháng 4, một đội quân từ thành Kumamoto xông ra phá vây, chọc thủng một lỗ trên phòng tuyến Satsuma và cho phép hàng cứu viện tối cần thiết đến được với quân lính trong thành. Quân chủ lục Quân đội Hoàng gia, dưới sự chỉ huy của Tướng Kuroda Kiyotaka và trợ giúp của Tướng Yamakawa Hiroshi đến Kumamoto vào ngày 12 tháng 4, buộc đội quân với số lượng vượt trội của Satsuma phải tháo chạy.

## Kết quả
Thất bại của Saigō tại Kumamoto làm quân đội của ông suy yếu và mất tinh thần nặng nề, rồi rút lui tản mát va không thể tiến hành công kích được nữa. Mặc dù Saigō còn đánh vài trận nữa trước trận cuối cùng Shiroyama, mỗi trận đều đánh theo kế hoạch phòng thủ với nhân lực và vật lực ngày càng ít chống lại quân đội ngày càng hùng mạnh hơn của triều đình.

### Sách
- Buck, James Harold (1979). Satsuma Rebellion: An Episode of Modern Japanese History. Nhà xuất bản ĐẠi học Hoa Kỳ. ISBN 089093259X.
- Keane, Donald (2005). Emperor Of Japan: Meiji And His World, 1852-1912. Nhà xuất bản Đại học Columbia. ISBN 0-231-12341-8.
- Mounsley, Augustus H (1979). Satsuma Rebellion: An Episode of Modern Japanese History. Nhà xuất bản ĐẠi học Hoa K. ISBN 089093259X.
- Ravina, Mark (2004). The Last Samurai: The Life and Battles of Saigō Takamori. Wiley. ISBN 0-471-08970-2.

### Link liên quan
- Chiến tranh Tây Nam: Gia tộc võ sĩ Satsuma chống lại Lục quân Đế quốc Nhật Bản